# Peter Kollwitz

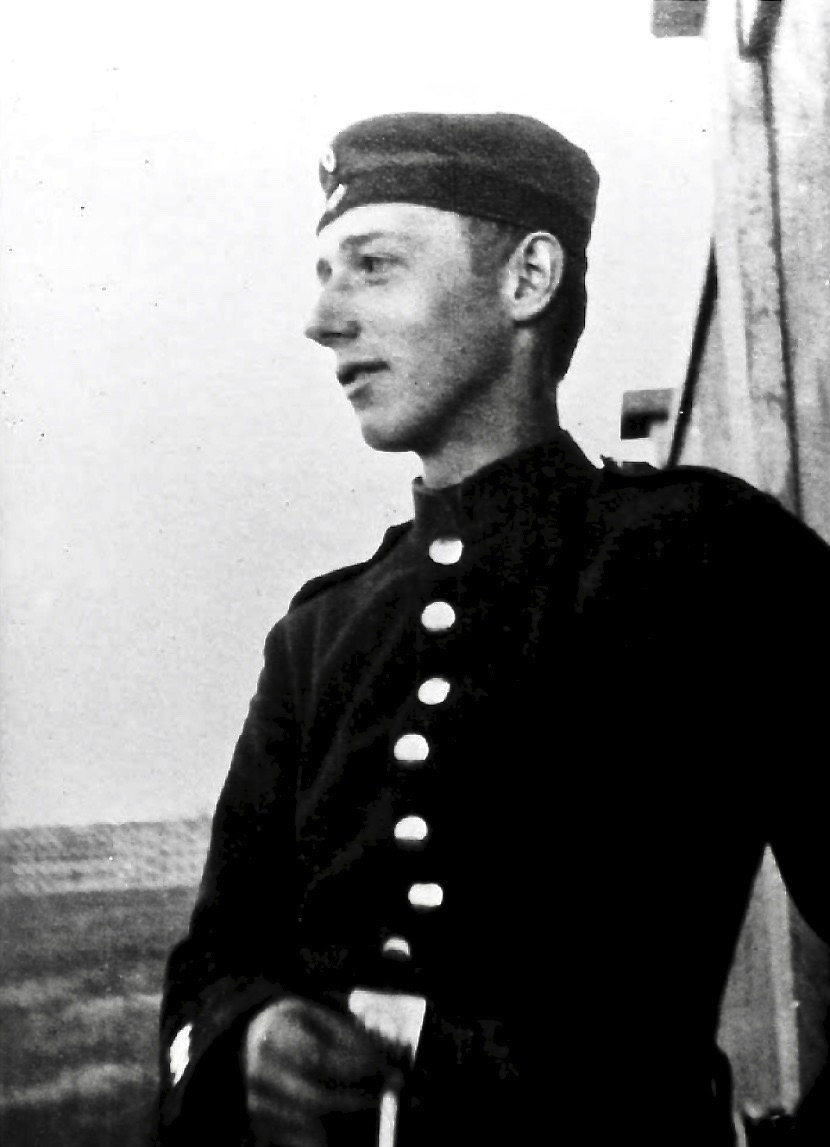
Der 18-jährige Peter Kollwitz als Musketier, 2. Oktober 1914

Peter Kollwitz (* 6. Februar 1896 in Berlin; † 23. Oktober 1914 nahe Esen bei Diksmuide, Provinz Westflandern, Belgien) war ein in der Jugendbewegung aktiver deutscher „Wandervogel“, Student der Malerei und Bildhauerei sowie Soldat im Ersten Weltkrieg. Er wurde durch seine Mutter, die international bekannte Künstlerin Käthe Kollwitz, und seinen Kontakt zu Persönlichkeiten wie Walter Benjamin, Siegfried Bernfeld und Gustav Wyneken zu einer Figur der Zeitgeschichte. Peter Kollwitz wurde im Tagebuch der Künstlerin und deshalb auch in wissenschaftlicher Sekundärliteratur, in Lexika, der Presse und verfilmten Geschichtsdokumentationen erwähnt. Er wurde zudem in verschiedenen Werken seiner Mutter dargestellt. Zu seinem Gedenken schuf sie ihr bildhauerisches Hauptwerk, eine Figurengruppe, die an seinem Grab errichtet wurde und bis heute besteht. Eine Pietà mit verkörpertem Peter Kollwitz steht in der Zentralen Gedenkstätte der Bundesrepublik Deutschland für die Opfer von Krieg und Gewaltherrschaft in der Neuen Wache, Unter den Linden, in Berlin.

## Familie
Peter Kollwitz war der zweite Sohn der in Königsberg geborenen Bildhauerin, Malerin und Grafikerin Käthe Kollwitz und des im ostpreußischen Rudau bei Königsberg geborenen Arztes Johannes Carl August Kollwitz. Peter Kollwitz hatte einen älteren Bruder, den späteren Arzt Hans Kollwitz (1892–1971).

## Leben

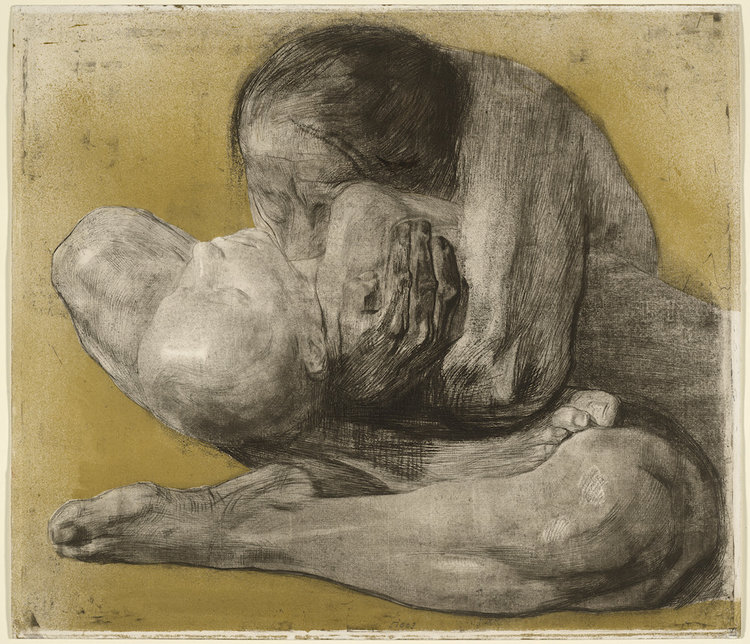
National Gallery of Art, Washington, D.C.: Der 7-jährige Peter Kollwitz als Modell für die Radierung Frau mit totem Kind, Käthe Kollwitz, 1903

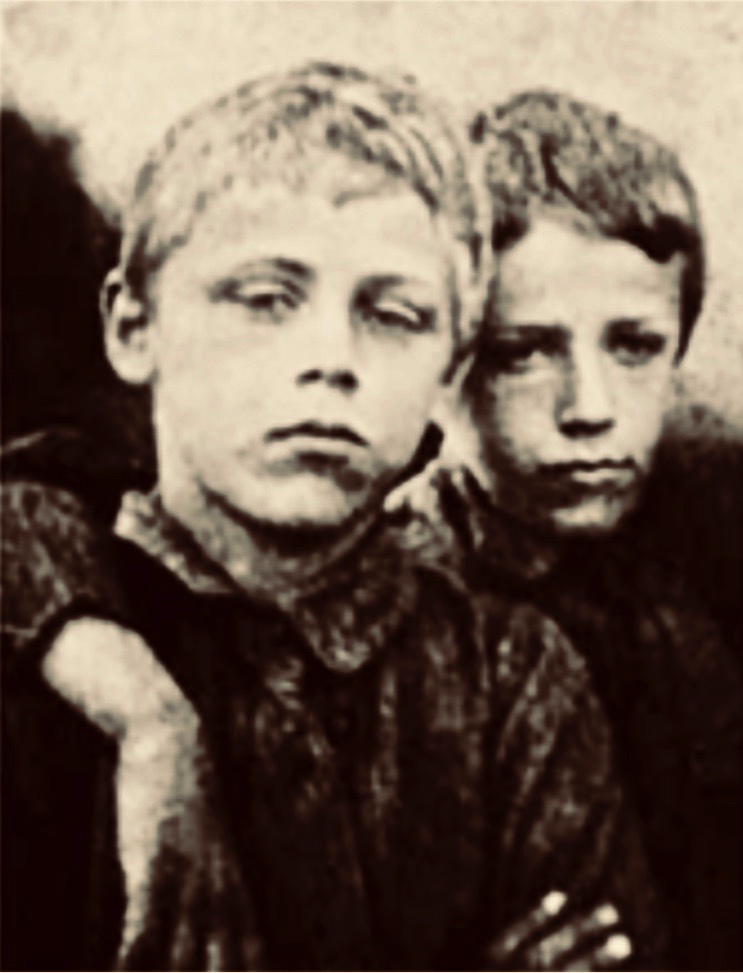
Hans und Peter Kollwitz, 1904

Im August 1910 notierte Käthe Kollwitz in ihrem Tagebuch eine Erinnerung an Peter in den Sommerferien in Rauschen an der Kurischen Nehrung:

„Wenn ich zurückdenke, so war er ein feines, stilles, liebenswürdiges Kind. ‚Ich will auch wild sein‘, sagte er einmal, als er in Rauschen den Hans toben sah, und fing auch an hin- und herzulaufen.“

Im Mai 1913 schrieb sie auf: „Ich habe ihn seit Jahren nicht weinen sehen, nur als Junge, und dieses fassungslose, fast gebrochene Schluchzen, an das denk ich immer. Daß er ebenso weinen wird, wenn ich sterbe. Auch wenn er schon ein Mann ist. Er ist weich und sehr liebenswürdig.“ In der Weißenburger Straße 25 (heute: Kollwitzstraße 56 a (Neubau), am Kollwitzplatz) im Berliner Bezirk Prenzlauer Berg verbrachte Peter Kollwitz die meiste Zeit seines Lebens.

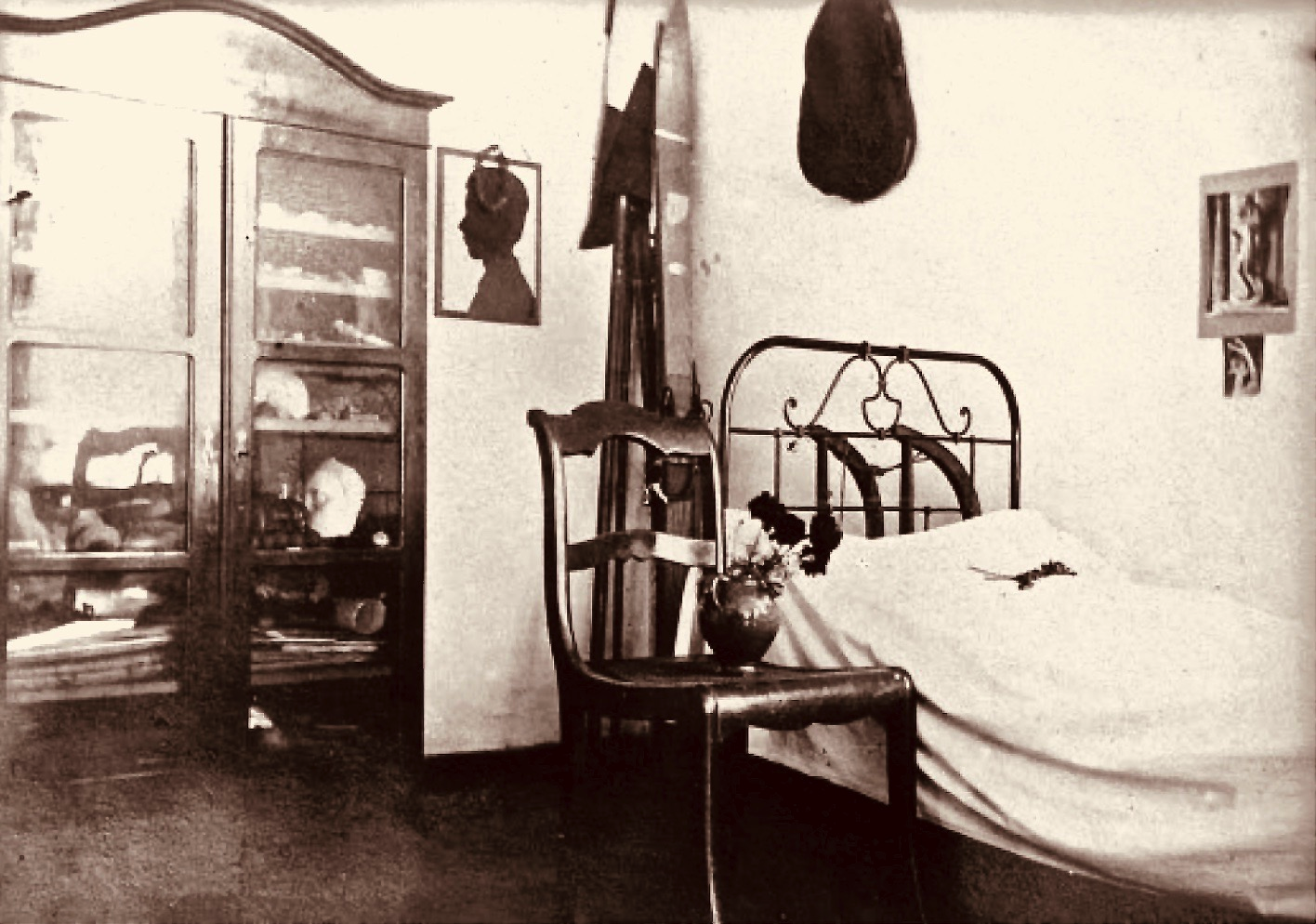
Teilansicht des Jugendzimmers von Peter Kollwitz in der Weißenburger Straße in Berlin-Prenzlauer Berg, nach 1914

Im Jahr 1904 bekamen Hans und Peter Kollwitz unerwarteten Familienzuwachs, als ihre Mutter aus Paris einen „Ziehsohn“ mitbrachte, Georg Gretor, den zwölfjährigen Sohn ihrer Studienfreundin, der Malerin Rosa Pfäffinger, und des Malers und Kunsthändlers Willy Gretor. Von diesem Zeitpunkt an wuchsen die drei Jungen gemeinsam auf.
Platzmangel gab es nicht, denn die Familie Kollwitz nutzte zwei Etagen eines Mietshauses. In dessen zweiter Etage war die Arztpraxis des Vaters, zeitweise auch das Atelier der Mutter. Darüber in der dritten Etage war die Wohnung. Peter Kollwitz’ Jugendzimmer war nüchtern und schlicht eingerichtet: Ein eisernes Bettgestell, ein Schrank mit Glastüren, in dem seine Gesteinssammlung und ein aus Gips modellierter Kopf des griechischen Göttersohnes Narcissus aufbewahrt wurde, ein Bücherregal und eine Staffelei. An der Wand hingen ein hinter Glas gerahmter Scherenschnitt seines Profils und seine Klampfe; in einer Ecke standen seine Skier und sein Rodelschlitten.
In ihren Tagebucheintragungen skizzierte Käthe Kollwitz, welche Gedanken und Vorlieben ihren eigenen Sohn umtrieben:

„Billard spielen. Bergsteigen. Expressionistisch malen. Schule schwänzen. Der Sternenhimmel. Im Zarathustra lesen. Die Toskana im Mai. Erich Krems. In Aschingers Schnellbüfett rumhängen. Kintopp. Die Ostseedünen bei Prerow. Schlittschuhlaufen. Die Massendemonstrationen der SPD gegen die Kriegsgefahr. Oscar Wilde auf englisch lesen. Rauchen. Gegen die Schule rebellieren.“

Ab 1908 wurde der zwölfjährige Peter Kollwitz Protagonist eines Schülerzeitungsprojekts. Die ersten Ausgaben der Jugendzeitschrift Der Anfang gelten als Kollwitz’sches Erzeugnis, denn Hans Kollwitz wurde Verfasser, Peter trug eigene Zeichnungen und weitere Texte bei, zwei Cousinen arbeiteten ebenfalls zeichnerisch zu, „Ziehbruder“ Georg Gretor verfasste Artikel. Zunächst hektographiert, erschien Der Anfang ab 1911 gedruckt. Georg Gretor publizierte unter Pseudonym als Georges Barbizon, nach seiner Heimatstadt Barbizon bei Paris. Als Autoren waren nun auch die jugendbewegten Walter Benjamin, Siegfried Bernfeld und der ebenso skandalträchtige wie äußerst streitbare Gustav Wyneken dabei, letzterer als Schriftleiter. Im Königreich Bayern wurde Der Anfang an allen Schulen verboten.
Walter Benjamin und Wyneken waren mit der Freien Schulgemeinde in Wickersdorf bei Saalfeld im Thüringer Wald verbunden. Diese war ein reformpädagogisches Landerziehungsheim, das seit 1906 von sich reden machte. Bernfeld, der im Juni 1914 eine Woche bei der Familie Kollwitz wohnte, war ein Verehrer Wynekens und vertrat nach einem Tagebucheintrag von Käthe Kollwitz jener Zeit die revolutionär gesinnte Fraktion, während ihr Sohn Hans Kollwitz und Richard Noll der eher geistig orientierten Fichte-Fraktion nahestanden.

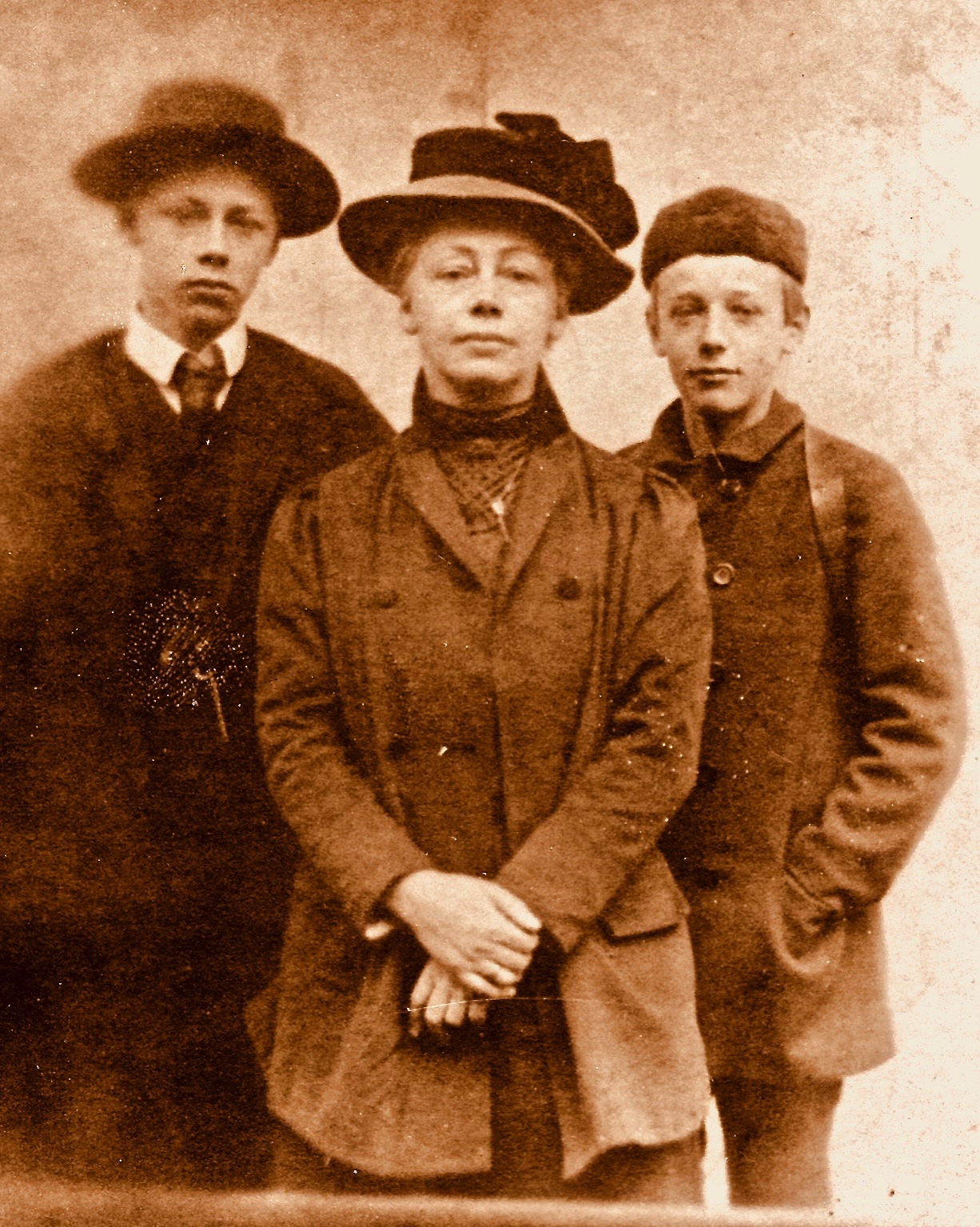
Von links: Hans, Käthe und „Wandervogel“ Peter Kollwitz, 1909

Ab 1909 war der dreizehnjährige Peter durch seinen „Ziehbruder“ Georg Gretor mit der Jugendbewegung (Bündische Jugend) in Kontakt, wurde wie dieser ein „Wandervogel“. Georg besuchte ab 1911 die Freie Schulgemeinde in Wickersdorf und war dort gleichzeitig als Aushilfslehrer für Französisch tätig, da er muttersprachliche Kenntnisse hatte und altersmäßig bereits fortgeschritten war.
Mit dem zwei Jahre jüngeren Berliner Erich Krems aus Schöneberg, der ebenfalls dieses Internat in Thüringen besuchte, war Peter sehr eng befreundet. Erich Krems, Peter Kollwitz, Julius Hoyer, Hans Koch, Gottfried Laessig und Richard Noll bildeten einen Freundschafts- und Liebesbund, der dazu diente, ein enges Gemeinschaftsgefühl entwickeln zu können. Zumindest Peter Kollwitz hatte sich innerlich stets einsam gefühlt und schon als Kind nicht allein spielen wollen. Seine Freunde begannen teilweise, Käthe Kollwitz mit „Mutter“ anzusprechen, ein Ausdruck des engen Verhältnisses, das gepflegt wurde.
Im April 1911 äußerte Peter Kollwitz gegenüber seinem älteren Bruder Hans, dass er Künstler werden wolle, bestimmt Maler. Seine Mutter legte einige seiner Zeichnungen ihrem Kollegen Max Liebermann vor, der ihm Talent bescheinigte und dazu riet, ihn entweder zur Akademie oder an der Unterrichtsanstalt des Kunstgewerbemuseums in Berlin anzumelden.
Im selben Jahr war Peter Kollwitz’ schulische Versetzung gefährdet, so dass seine Eltern überlegten, den inzwischen 15-Jährigen zu Georg Gretor und Erich Krems in das Landerziehungsheim nach Wickersdorf zu schicken. Die dort gewollte Distanz zu den staatlichen Schulstrukturen der wilhelminischen Zeit, ein größeres Maß an persönlicher Freiheit, Individualität und die in diesem Internat gepflegte Kameradschaft hätten Peter vermutlich reizen können, doch der Unterricht selbst unterschied sich dort kaum von dem, was er an den staatlichen Schulen Berlins gewohnt war. Bei konkreter Betrachtung stellte sich heraus, dass Peter ein Jahr hätte wiederholen müssen, um Anschluss an den Stoff in der Freien Schulgemeinde zu bekommen. Nach einer Abwägung der Vor- und Nachteile eines Schulwechsels riet ihm Georg Gretor davon ab. Peter Kollwitz erhielt dann von seinen Eltern die Erlaubnis, den staatlichen Schulbetrieb mit der Mittleren Reife statt des Abiturs zu verlassen, und ging Ostern 1912 von seiner Schule in Berlin ab. In der Folge besuchte er bei Arthur Lewin-Funcke die Malklasse der Unterrichtsanstalt des Berliner Kunstgewerbemuseums.
Käthe Kollwitz, deren Söhne Hans und Peter die Jugendbewegung (Bündische Jugend) als „sehr bedeutsam“ einschätzten, schrieb im Frühjahr 1914 in ihr Tagebuch, es entstehe offenbar „aus der Jugend selbst eine Bewegung“, die mit starkem Pathos eine „Neugeburt der deutschen Jugend“ anstrebe. Sie beschrieb damit einfühlsam die Atmosphäre der Zeit, die man als „vagierende Religiosität“ charakterisieren könnte, als eine im weitesten Sinn religiös motivierte Suche nach sinnhaften Angeboten. Sie beobachtete in der Altersgruppe ihrer Kinder eine stark ausgeprägte Neigung zum Idealismus, einen Hang zum Visionär-Prophetischen und eine ausgesprochene Empfänglichkeit für gefühlvolle und pathetische Aufbruchsformeln. Sie war entschlossen, dieser Jugend in die Zukunft zu folgen.
In den Sommerferien 1914 fuhren Hans Koch, Peter Kollwitz, Erich Krems und Richard Noll mit dem Schiff zum Wandern nach Norwegen. Dort erfuhren sie von der Kriegserklärung Österreich-Ungarns, der sich auch das Deutsche Kaiserreich anschloss, gegenüber dem Königreich Serbien. Sie fassten den Entschluss, sich als Kriegsfreiwillige beim Deutschen Heer zu melden, und brachen ihren Urlaub sofort ab.
Nachdem sich sein knapp vier Jahre älterer Bruder, der Medizinstudent Hans Kollwitz, bereits freiwillig zum Sanitätsdienst gemeldet hatte, bat Peter am 10. August 1914 seinen Vater, ihm zu erlauben, sich ebenfalls als Kriegsfreiwilliger melden zu dürfen. Als 18-Jähriger war er noch nicht volljährig und durfte dies daher nicht selbst entscheiden. Käthe Kollwitz notierte an diesem Abend: „Abends bittet Peter Karl, ihn vor Aufgebot des Landsturms ziehen zu lassen. Karl spricht mit allem dagegen, was er kann. Ich habe das Gefühl des Dankes, dass er so um ihn kämpft, aber ich weiß, es ändert nichts mehr. – Karl: »Das Vaterland braucht dich noch nicht, sonst hätte es dich schon gerufen«. – Peter leiser aber fest: »Das Vaterland braucht meinen Jahrgang noch nicht, aber mich braucht es«. Immer wendet er sich stumm mit flehenden Blicken zu mir, dass ich für ihn spreche. Endlich sagt er: »Mutter, als du mich umarmtest, sagtest du: ›Glaube nicht, dass wir feige sind, wir sind bereit‹«. Ich stehe auf, Peter folgt mir, wir stehen an der Tür und umarmen uns und küssen uns, und ich bitte den Karl für Peter.“ Käthe Kollwitz war es, die ihren Ehemann Karl dazu bewegte, Peters Wunsch zu entsprechen. Als Haushaltsvorstand hatten die Ehemänner bzw. Väter das alleinige Recht, Entscheidungen zu treffen.
Der Zehlendorfer Otto Braun war 16 Monate jünger als Peter Kollwitz und hatte mit seinem Vater Heinrich Braun ein ganz ähnliches Gespräch geführt.   Offizieranwärter wie Otto Braun und Peter Kollwitz mussten für ihre Uniformen, Ausrüstung und Verpflegung in den Garnisonen selbst sorgen. Käthe Kollwitz notierte am 20. August 1914 in ihrem Tagebuch: „Besorge für Peter die Sachen, die er braucht.“
Der Vater von Hans Koch war ein hoher Beamter im Preußischen Kriegsministerium, möglicherweise der Wirkliche Geheime Admiralitätsrat Paul F. H. Koch aus Groß-Lichterfelde, der seine Beziehungen spielen lassen musste, um die Freunde nicht nur überhaupt in einem Regiment unterzubringen, sondern auch noch im selben, denn es gab zu dieser Zeit mehr als genug Freiwillige.
Nach einer mehrwöchigen Ausbildung auf dem Truppenübungsplatz Wünsdorf rund 55 Kilometer südlich der Weißenburger Straße verabschiedete sich Peter Kollwitz am 12. Oktober 1914. Er war nun Musketier im Reserve-Infanterie-Regiment Nr. 207. Dieses gehörte zur 88. Reserve-Infanterie-Brigade, die der 44. Reserve-Division unterstand. Käthe Kollwitz, die ihn an diesem Tag in Wünsdorf besuchte, gab ihm als Geschenk ein Taschenschachspiel und Goethes Faust mit, als leichte dreiteilige Heft-Edition. Karl und Käthe Kollwitz hissten nun erstmals die schwarz-weiß-rote deutsche Flagge aus einem ihrer Fenster, mehr eine Reverenz für die an die Front ziehenden Söhne als an Kaiser Wilhelm II.
Durch Peter Kollwitz’ engen Freund Erich Krems ist eine Beschreibung erhalten, was die jungen Männer miterleben mussten. „Jetzt liegen wir den dritten Tag an der Chaussee. Hohe, feierlich, beängstigend hohe Bäume, herbsttrauernd. Wir hören, schon ganz abgestumpft, die fernen und näheren Schüsse der Batterien, sehen vieles vorbeifahren, rasende, gepeitschte Artillerie, Sanitäter, Pioniere, Munitionskolonne, jagende Autos des Generalkommandos, alle nach vorn, in die Schlacht. In die große Schlacht hinein. Denn hier geht es um Entscheidendes. Gewaltiger Aufmarsch. Und ganz nah, vor uns, die donnernden Kanonen. Am Himmel zerplatzende Schrapnells. Feuer des Biwaks. Anbrechen der eisernen Rationen. Da war eine gewaltige Aufregung und Gespanntheit aller Nerven in mir. Wir warten und tun nichts. Sind Reserve. Spüren aber die Schlacht in allem. Und jeden Augenblick kann er kommen, der Befehl »an die Gewehre«, der uns in die Schützengräben bringt und in das große »Seiltänzer«-Spiel. Peter [Kollwitz] und Hans Koch sind bei mir.“
Käthe Kollwitz schrieb ihrem Sohn Peter: „Mein lieber Junge! Keine Nachricht von Dir. Vielleicht seid Ihr schon im Feuer. Trotzdem Dein Leben jetzt vielleicht stündlich gefährdet ist, trotzdem ich an die Strapazen denke, die Du sicher aushalten musst, ist mir nicht so zentnerschwer zumut wie früher. Vielleicht liegt es daran, daß ich gezeichnet und so den Druck von meinem Herzen auf das Papier weggeschafft habe. Jedenfalls, ich denke an Dich mit fester Zuversicht. Und mit Liebe – Du geliebter treuer Junge.“ Etwas später in einem weiteren Brief: „Mein lieber Junge – bekommst Du unsere Karten? Es ist ein merkwürdiges Gefühl, dass alles was man schreibt, Dich vielleicht gar nicht erreicht.“ Dieses Zitat stammt aus einem Schreiben, das Peter Kollwitz tatsächlich nicht mehr erreichte. Der Briefumschlag erhielt den Vermerk: „Zurück – tot“ und traf am 30. Oktober 1914 wieder in Berlin ein.
Die Nachricht von Peter Kollwitz’ Tod in einem belgischen Chausseegraben während der Ersten Flandernschlacht in der Nacht vom 22. auf den 23. Oktober 1914 gab Erich Krems per Feldpostbrief an seinen verehrten Lehrer Gustav Wyneken weiter. „Glaub bloß keine von den üblichen Redensarten von dem »vorzüglichen Geist in unserem Heer«. Es gibt nichts, was der Soldat draußen mehr wünscht, als den Frieden… Das Gefühl ist allgemein: Welch sinnloses, fürchterliches Ding der Krieg ist! Wie ihn keiner gewollt, nicht der Belgier, der auf mich zielt, nicht der Engländer, auf den ich anlege.“

## Nekrolog

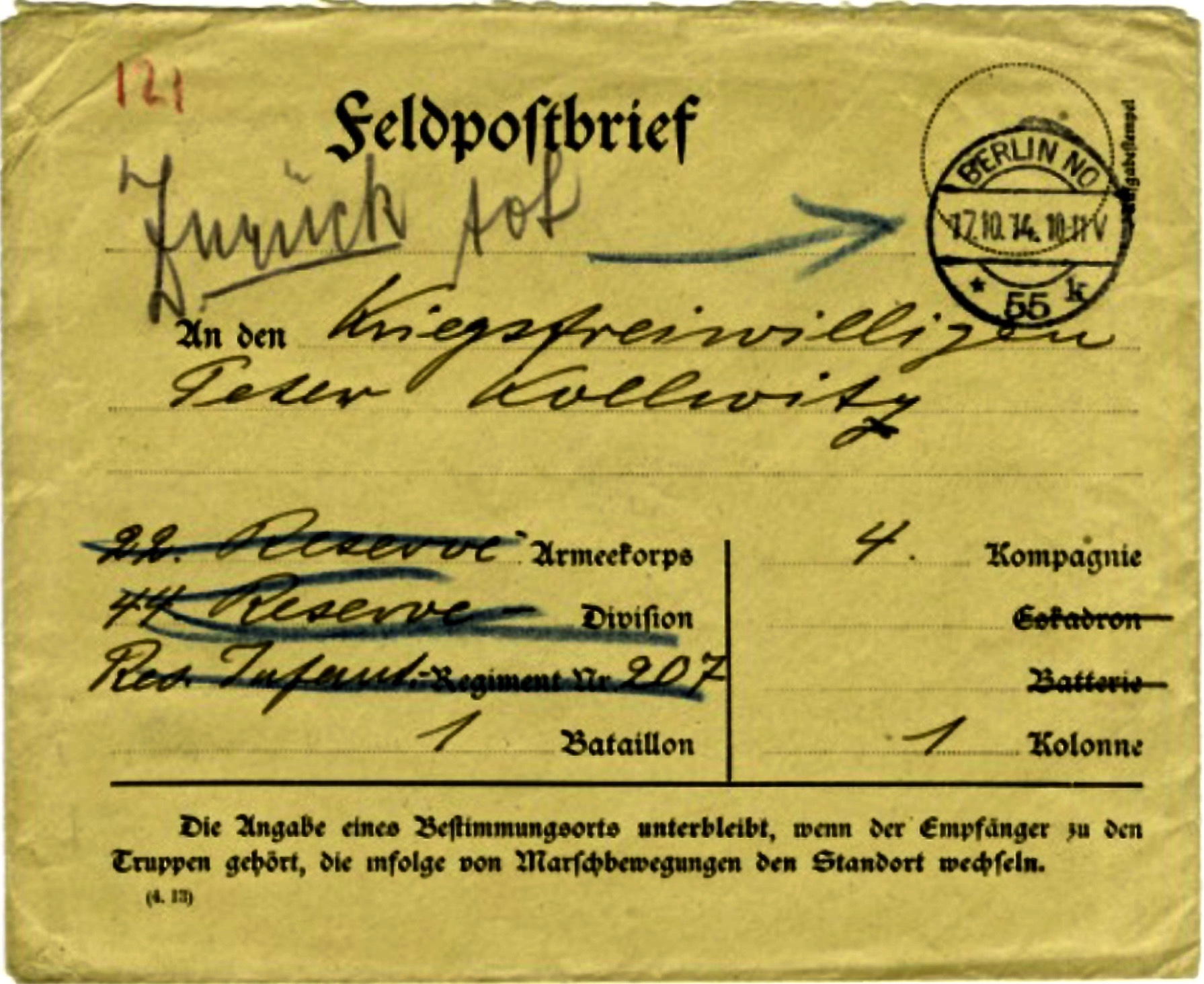
Feldpostbrief mit Retourenvermerk: „Zurück – tot“

Am 30. Oktober 1914 erfuhr das Ehepaar Kollwitz vom Tod ihres Sohnes Peter. Käthe Kollwitz notierte später: „Tod fürs Vaterland, das spricht sich so hin. Welch furchtbare Tragödie, welch Triumph der Hölle verbirgt sich hinter der glatten Maske dieser Worte“. Ihren Seelenzustand beschrieb sie an anderer Stelle so: „Es kommen Zeiten, wo ich Peters Tod fast nicht mehr fühle. Es ist ein gleichgültiger Seelenzustand, ich fühle statt einem Gefühl Leere. Dann kommt allmählich ein dumpfes Sehnen, endlich dann bricht es durch, dann weine ich, weine ich, dann fühle ich wieder mit meinen ganzen Körper, meiner ganzen Seele, dass der Peter tot ist.“ An Marie Schröder schrieb sie im November 1914: „Der schöne Schal kann unsern Jungen nicht mehr wärmen. Er liegt tot unter der Erde. Er ist bei Dixmuiden als erster seines Regiments gefallen. Er brauchte nicht zu leiden. Bei Sonnenaufgang hat das Regiment ihn begraben, seine Freunde haben ihn ins Grab gelegt. Dann sind sie an ihre furchtbare Arbeit gegangen. Wir danken Gott, daß er so sanft hinweggenommen ist vor dem Gemetzel.“
Sukzessive erfuhren die Eltern Details: Ein Teil seiner Einheit habe im Schützengraben gelegen, ein anderer sei auf der gegenüberliegenden Seite einer Chaussee unter Beschuss geraten. Den Befehl, sich in den sicheren Graben zurückzuziehen, habe Peter im Aufrichten noch weitergegeben. Dabei sei er tödlich getroffen worden. Er sei der erste Gefallene seines Regiments gewesen. Sein Freund Hans Koch habe das Grab geschaufelt und darin Deckung suchen müssen. Er berichtete später von der Beisetzung: „Der Führer des Bataillons nahm als Erster einen Eichenzweig und steckte ihn auf den Hügel. Nach ihm der Hauptmann – und der Leutnant ließ ein Kreuz zimmern und schrieb darauf: »Hier starb den Heldentod für’s Vaterland Peter Kollwitz, Kriegsfreiwilliger Res. Inf. Reg. 207«“. Es gibt weitere Schilderungen von Hans Koch, die jedoch teilweise legendiert sein mögen, um den Angehörigen allzu grausame Details des wahren Hergangs zu ersparen.

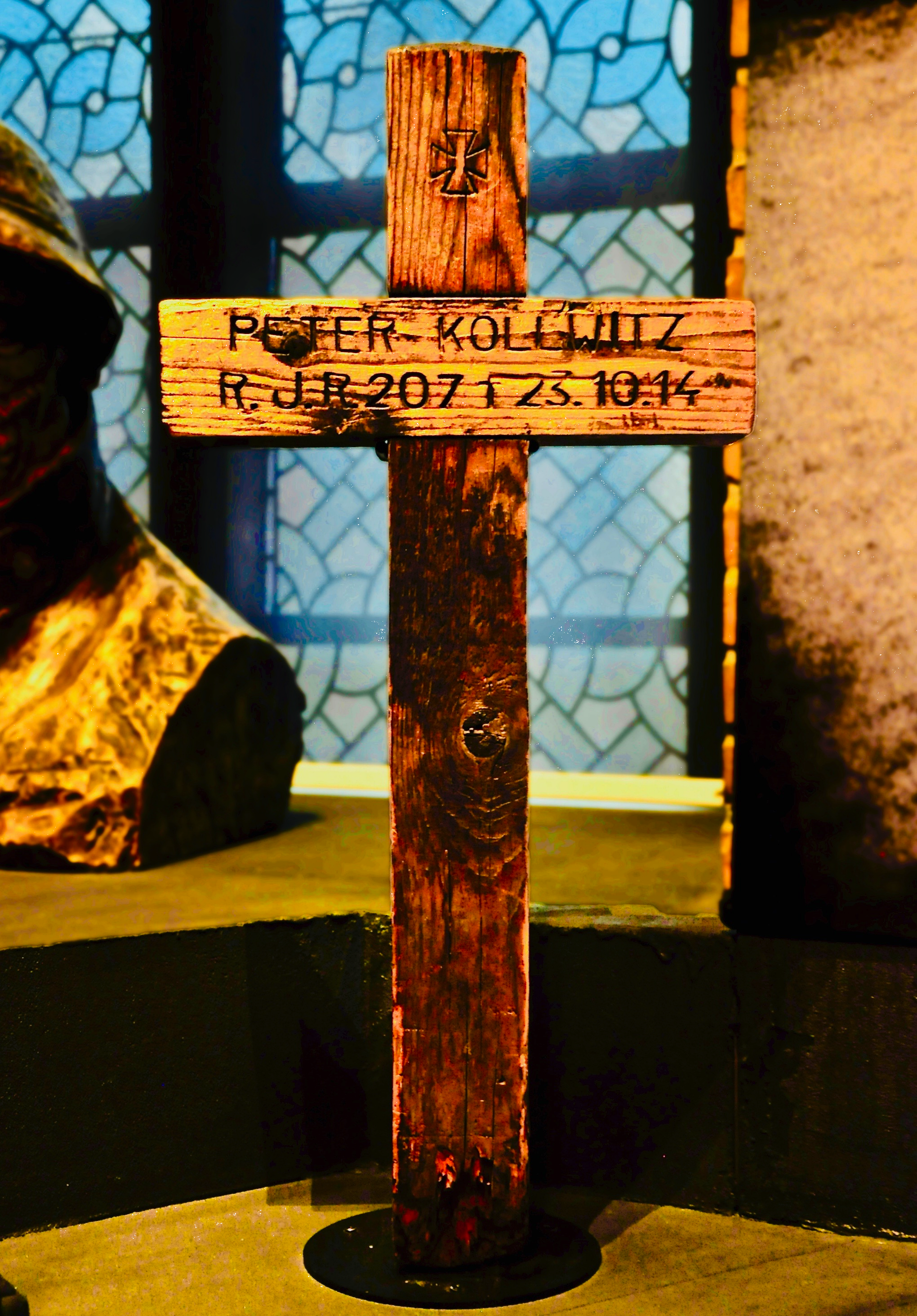
In Flanders Fields Museum, Ypern, Westflandern: Früheres Grabkreuz für Peter Kollwitz, Datierung unbekannt

Käthe Kollwitz bemühte sich nach dem Kriegstod ihres Sohnes Peter noch intensiver um Hans Koch, Erich Krems und Richard Noll, seine Regimentskameraden, die in den letzten Lebenstagen und -stunden ihres Sohnes in dessen Nähe waren und Kontakt mit ihm hatten. Sie schrieb ihnen Briefe, lud sie zu sich ein und stand ihnen bei. Schon im Frühjahr 1915 waren die Jungen desillusioniert und ernüchtert; aus der anfänglichen patriotischen Überzeugung und Opferbereitschaft war eine Pflicht geworden. Der Bericht von Erich Krems über Peter Kollwitz ging ihr sehr nah: Der Junge teilte ihren Schmerz; er empfand den Verlust selbst. Bei jedem Fronturlaub kam er in die Weißenburger Straße, in der Kollwitz wohnte. Käthe Kollwitz schrieb in ihr Tagebuch: „Heute Abend war Krems da. Bevor er ging, war er bei Peter drüben [in dessen Zimmer]. Er hat ihm 4 wunderschöne Rosen auf sein Bett gelegt. Wie er aus seiner Stube kam glänzte sein Gesicht voll freudiger Liebe“. Sie empfand mütterliche Gefühle für Erich Krems, der sie in seinem Idealismus, seiner Leidenschaft und Ungeduld und der Schlichtheit seines Dienens an ihren gefallenen Sohn erinnerte: „Er suchte nichts, er gab sich nur und ohne alle Worte“. Sie hoffte auf sein Überleben.
Vier enge Freunde waren sie, als sie in Norwegen gemeinsam den Beschluss fassten, in den Krieg zu gehen. Vier Rosen legte Erich Krems auf Peters verwaistes Bett.

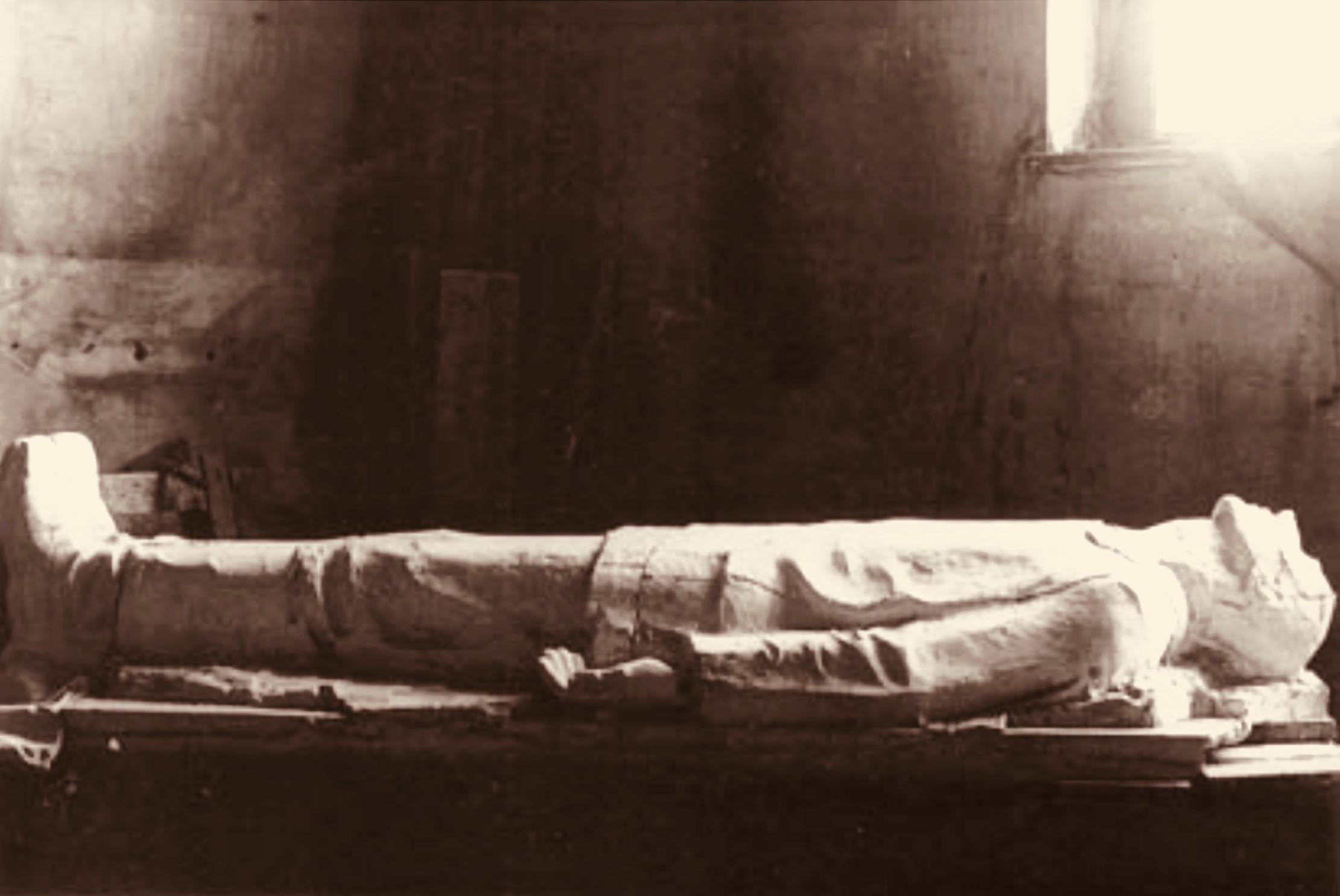
Käthe Kollwitz: Liegender toter Soldat (Peter Kollwitz), Gipsmodell, 1915/1916

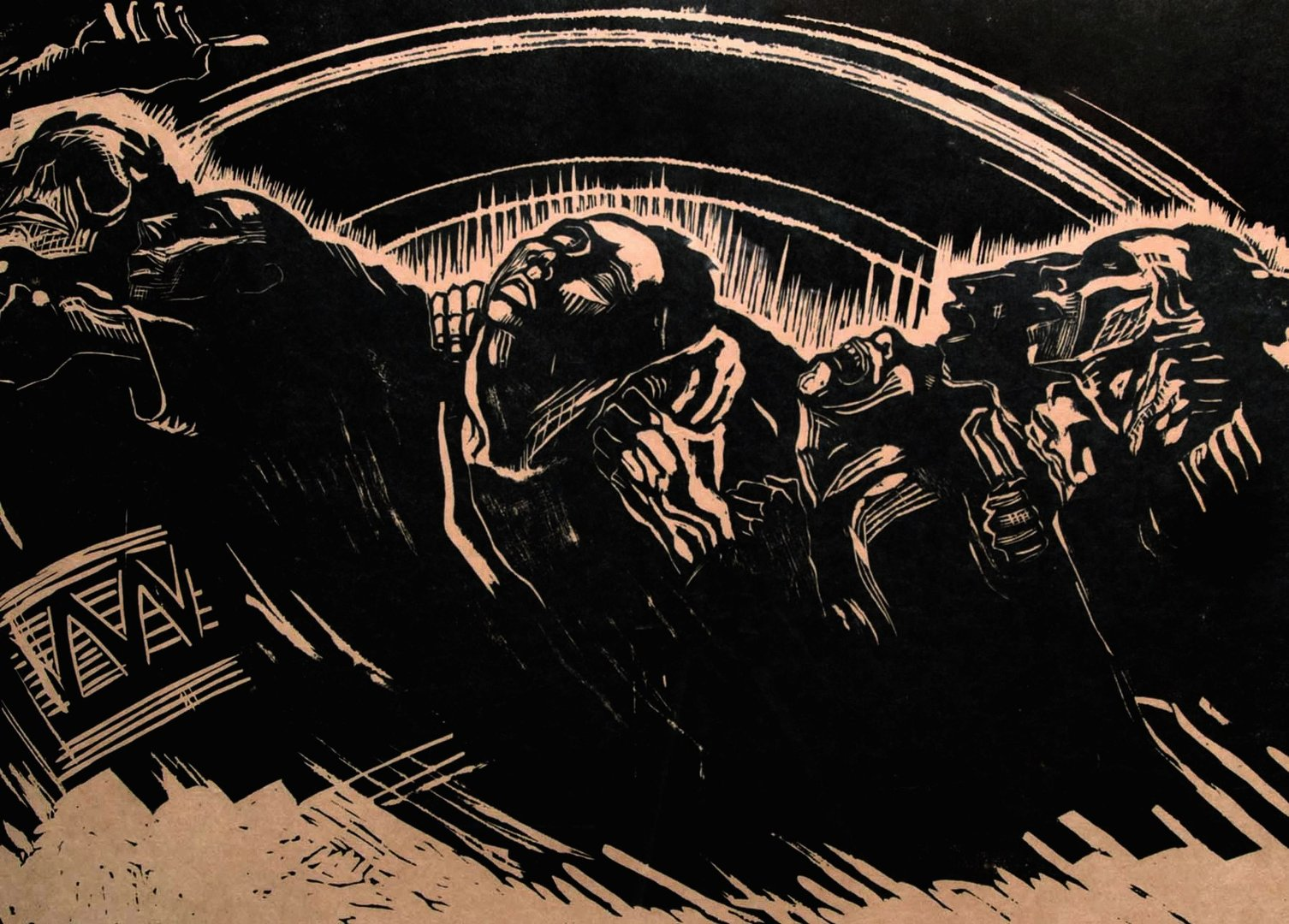
Käthe Kollwitz Museum Köln: Holzschnitt Die Freiwilligen, im Rahmen des Zyklus Der Krieg von Käthe Kollwitz, 1918–1922. Von links: der Tod (mit Trommel), hält Peter Kollwitz umfasst, ihm folgt wie in Trance Erich Krems (3. von links), [1 Figur nicht identifiziert; evtl. Richard Noll oder Gottfried Laessig], Walter Meier (2. von rechts), ganz rechts Julius Hoyer

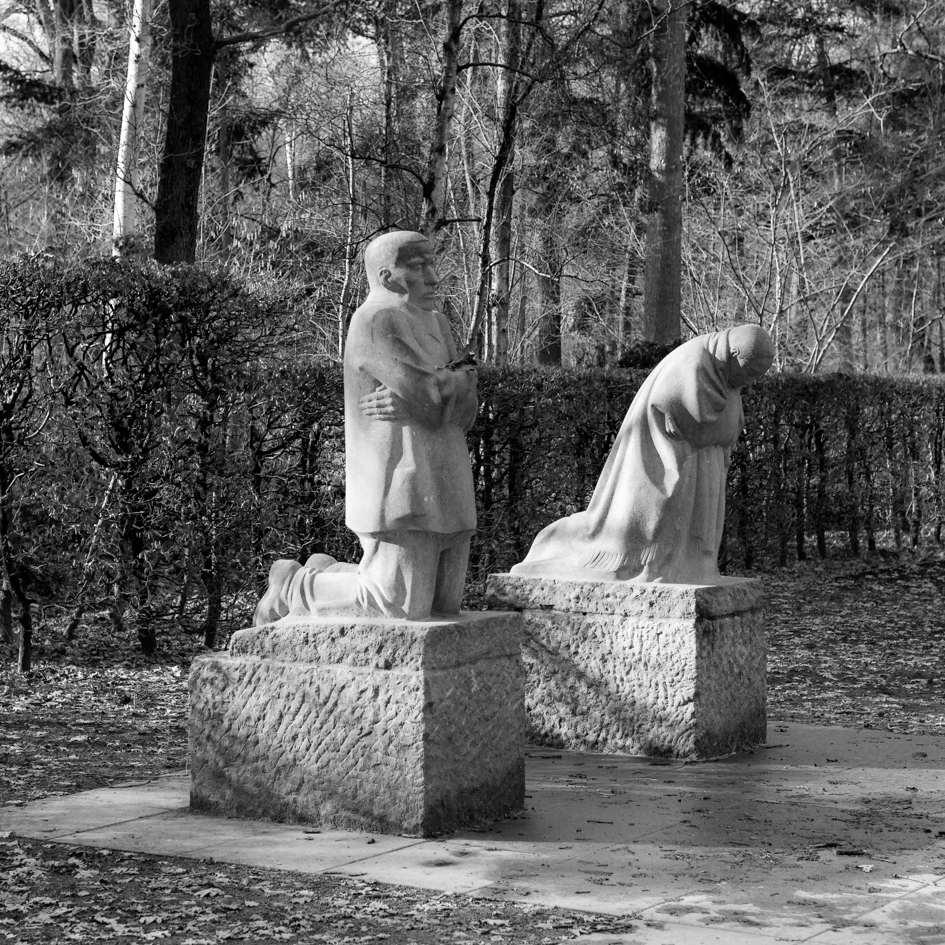
Deutscher Soldatenfriedhof in Vladslo, Westflandern: Granit-Figurengruppe „Trauerndes Elternpaar“, 1914–1932, Käthe Kollwitz – Die Figuren zeigen die Gesichtszüge der Künstlerin und ihres Ehemannes Karl Kollwitz

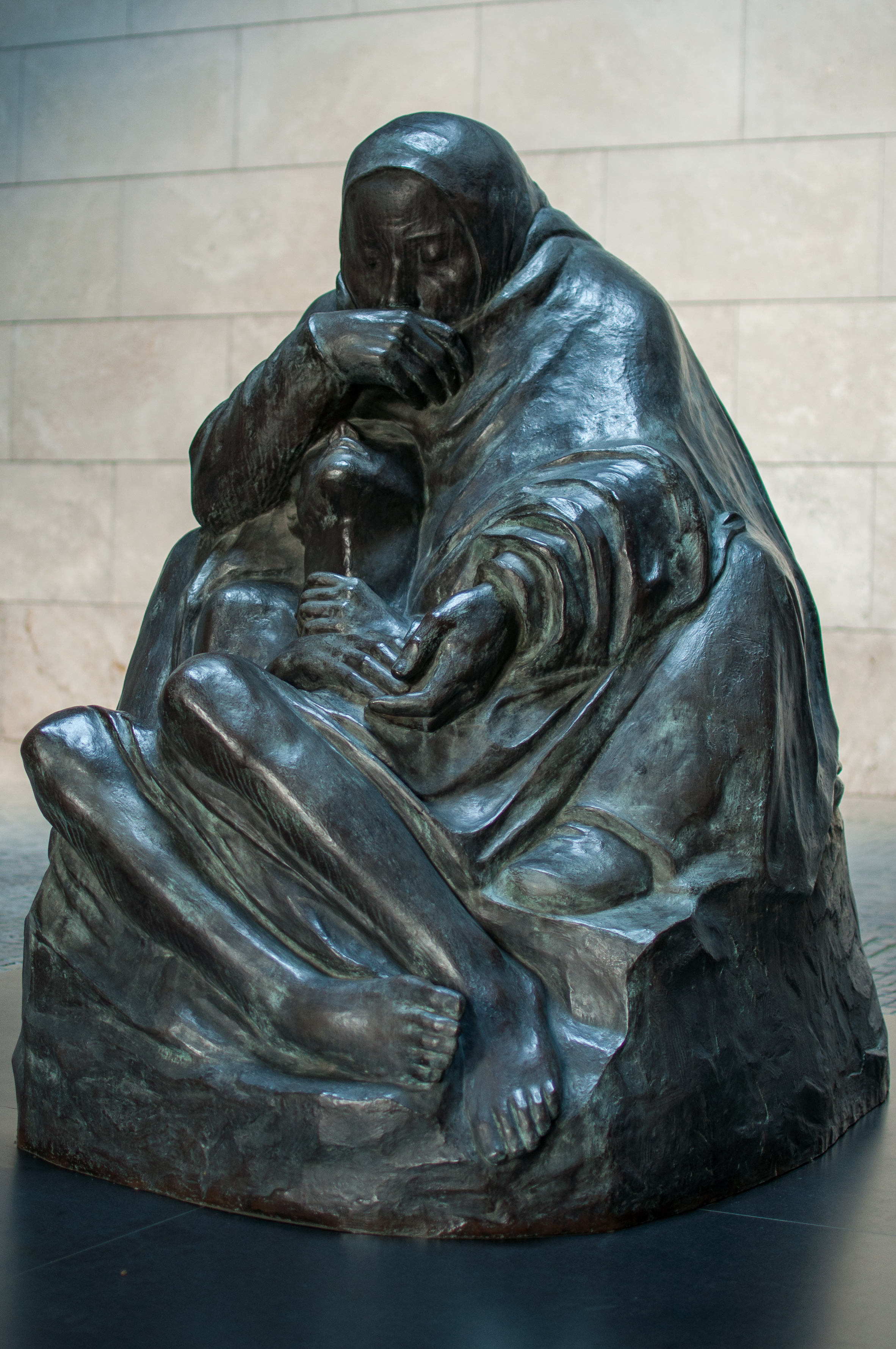
Neue Wache, Unter den Linden, Berlin: „Mutter mit totem Sohn“, Käthe Kollwitz, 1937–1939, Peter Kollwitz gewidmet

Am 1. Dezember 1914 begann Käthe Kollwitz mit ersten Arbeiten an einem geplanten Denkmal für ihren Sohn Peter. „Ich will Dich ehren mit dem Denkmal. Alle die Dich lieb hatten behalten Dich in ihrem Herzen, weiter wirst Du wirken bei allen, die Dich kannten und Deinen Tod erfuhren. Aber ich will Dich noch anders ehren. Den Tod von Euch ganzen jungen Kriegsfreiwilligen will ich in Deiner Gestalt verkörpert ehren. In Eisen oder Bronze soll das gegossen werden und Jahrhunderte stehn.“
Sie begann mit der Figur des Gefallenen, die sie mal als Akt und später bekleidet ausführte. Im Mai 1915 schrieb sie ihrem Sohn Hans an die Front: „Was ist das bloß für eine Zeit? Himmlischer Frühling – alles Getier – alle Pflanzen voll Liebe und Seligkeit – und dies Gemetzel auf Erden. Nur wenn ich bei meiner Arbeit bin wird mir wieder klarer zumut. Ich sehe Peters frommes Gesicht und weiß er verstand was er zu tun hatte. Dann wird mir ganz ruhig.“ Bis 1915/1916 entstand eine erste Fassung aus Gips, von der nur eine Fotografie im Landesarchiv Berlin erhalten ist. Sie zeigt einen auf dem Rücken liegenden toten Soldaten mit nach hinten überstrecktem Kopf, Peter, der als Mittelfigur eines dreiteiligen Denkmals geplant war. Das Stilmerkmal des nach hinten überstreckten Kopfes findet sich später in der realisierten Pietà Mutter mit totem Sohn wieder.
Am 27. August 1916 notierte Käthe Kollwitz in ihrem Tagebuch: „Meine unhaltbar widerspruchsvolle Stellung zum Kriege. Wie ist die gekommen? Durch Peters Opfertod. Was mir damals klar wurde und was ich in meiner Arbeit halten wollte, das wird mir jetzt wieder so schwankend. Ich glaube, Peter nur behalten zu können, wenn ich, was er mich damals lehrte, nicht mir entziehen lasse. Nun dauert der Krieg zwei Jahre und fünf Millionen junge Männer sind tot und mehr als nochmals soviel Menschen sind unglücklich geworden und zerstört. Gibt es noch irgend etwas was das rechtfertigt?“
Aus dem Freundeskreis Peter Kollwitz’ fielen fast alle: Lothar Brandes, Erich Krems († 10. März 1916), Walter Meier, Richard Noll († 27. September 1916), Julius Hoyer († November 1918),  Gottfried Laessig († November 1918). Nur Hans Koch überlebte den Krieg. Er wurde im Sommer 1915 schwer verwundet und schließlich aus dem Dienst nach Hause entlassen.
Käthe Kollwitz erwähnte ihren Sohn Peter und dessen enge Freunde Erich Krems und Richard Noll am 11. Oktober 1916 in ihrem Tagebuch: „Peter, Erich, Richard, alle stellten ihr Leben unter die Idee der Vaterlandsliebe. Dasselbe taten die englischen, die russischen, die französischen Jünglinge. Die Folge war das Rasen gegeneinander […]. Ist also die Jugend in all diesen Ländern betrogen worden? Hat man ihre Fähigkeit zur Hingabe benutzt um den Krieg zustande zu bringen? Wo sind die Schuldigen? Gibt es die? Sind alles Betrogene? Ist es ein Massenwahnsinn gewesen? Und wann und wie wird das Aufwachen sein? Der Abgrund hat sich nicht geschlossen. Millionen hat er verschlungen und klafft noch. […] Ist es treulos gegen Dich – Peter – wenn ich nur noch den Wahnsinn jetzt sehn kann im Kriege?“
„Ganz unmöglich war mir damals die Vorstellung, die Jungen gehen zu lassen, wie die Eltern ihre Jungens jetzt gehen lassen müssen, ohne inneres Ja-Sagen – nur zur Schlachtbank. Das ist das, was alles anders macht. Das Gefühl, wir waren betrogen damals. Und der Peter lebte vielleicht noch, wenn nicht dieser furchtbare Betrug gewesen wäre. Der Peter und die Millionen und Millionen, viele Millionen anderer. Alle betrogen.“ Die Trauer um ihren jüngsten Sohn dokumentierte Käthe Kollwitz auch künstlerisch. 1918 begann sie mit den bis 1922 fortgesetzten Arbeiten an ihrer druckgraphischen Folge Der Krieg. Darunter befindet sich auf dem zweiten Blatt Die Freiwilligen ihr Sohn Peter mit dessen Freunden Erich Krems, Walter Meier und Julius Hoyer sowie einem weiteren, bislang nicht identifizierten seiner Freunde. Bei diesem könnte es sich um Richard Noll (wahrscheinlich) oder Gottfried Laessig handeln.
In der Druckgraphik zieht der figurativ dargestellte Tod die Jugend mit sich. Der Tod hält ihren Sohn Peter mit einem Arm umfasst, während er gleichzeitig die Trommel schlägt. Neben Peter, der 1914 als Erster seines Freundeskreises fiel, folgt in der Darstellung Erich Krems wie in Trance. Auch weitere Freunde ihres Sohnes wurden von Käthe Kollwitz in der Darstellung chronologisch nach Todesdatum von links nach rechts aufgereiht, so Walter Meier und Julius Hoyer. Die Künstlerin markierte auf einer Zweitausfertigung des Werks deren Initiale.
Peter Kollwitz wurde auf dem deutschen Soldatenfriedhof Esen-Roggeveld in Westflandern beigesetzt. Eines seiner älteren hölzernen Grabkreuze ist in der Dauerausstellung des In Flanders Fields Museum in Ypern erhalten. In Versalien trägt es die Inschrift „Peter Kollwitz R.J.R. 207 † 23.10.14“. In Esen-Roggeveld konnte 1932 nach vielen Diskussionen und Widerständen die Granit-Figurengruppe Trauerndes Elternpaar errichtet werden, welche die Gesichtszüge von Karl und Käthe Kollwitz trägt und beide kniend darstellt. Gegenüber der ursprünglichen Konzeption von Käthe Kollwitz weist das realisierte Denkmal jedoch eine gravierende Veränderung auf: Die Peter darstellende liegende Figur entfiel gänzlich. Diese sollte einst mittig vor den beiden knienden Eltern positioniert werden. Durch deren nach hinten überstreckten Kopf hätte sie wohl gewirkt, als ob sie den Augenkontakt zu den Eltern suche. Wie im realen Leben blieben nun ohne diese Peter repräsentierende Figur nur die Angehörigen in Verzweiflung und tiefer Trauer zurück.
Nachdem der Friedhof Esen-Roggeveld mit vielen anderen ab 1956 aufgelöst wurde, liegt Peter Kollwitz heute auf dem deutschen Soldatenfriedhof in Vladslo in Westflandern, rund 20 Kilometer südlich von Ostende. Unübersehbar, beinahe lebensgroß, wurde die Figurengruppe von Käthe Kollwitz so aufgestellt, dass sie das Gräberfeld mit 25.645 deutschen Gefallenen überblickt. Sie gilt als das bildhauerische Hauptwerk der Künstlerin. 18 Jahre benötigte sie dafür, es zu kreieren, genau so lange, wie Peter Kollwitz leben durfte. Den Tod ihres jüngsten Sohnes hat sie nie verwunden, wohl auch deshalb nicht, weil sie es selbst war, die ihren Ehemann trotz dessen Widerstands dazu überredet hatte, Peter an die Front gehen zu lassen.
Im Jahr 1903, als Peter sieben Jahre alt war, zeichnete sie ihn in ihren Armen liegend und nannte das Bild Frau mit totem Kind. Dazu saßen sie und Peter vor einem Spiegel Modell. Ihr älterer Sohn Hans notierte am 26. Oktober 1919 in seinem Tagebuch: „Ich frage Mutter, woher sie schon Jahre vor dem Krieg das Erlebnis der Mutter mit dem toten Kind hatte, das fast alle ihre Bilder beherrscht. Sie glaubt, auch in diesen Jahren schon Peters Tod geahnt zu haben. Mit Weinen hätte sie an diesen Bildern gearbeitet.“
Ihre von 1937 bis 1939 geschaffene Pietà Mutter mit totem Sohn – sie steht in der Neuen Wache am Boulevard Unter den Linden in Berlin – zeigt eine auf dem Boden kauernde Mutter, die ihren toten Sohn zwischen ihren Beinen am Schoß ruhen lässt. Diese Plastik ist dezidiert Peter gewidmet. In jedem Jahr werden dort Kränze und Gestecke niedergelegt, auch durch den amtierenden Bundespräsidenten, Bundeskanzler, Bundestagspräsidenten und den Präsidenten des Bundesverfassungsgerichts. Zu dieser Plastik schrieb die Künstlerin in ihrem Tagebuch: „Ich arbeite an der kleinen Plastik, die hervorgegangen ist aus dem plastischen Versuch, den alten Menschen zu machen. Es ist nun so etwas wie eine Pietà geworden. Die Mutter sitzt und hat den toten Sohn zwischen ihren Knien im Schoß liegen. Es ist nicht mehr Schmerz, sondern Nachsinnen“. Zwei Jahre später ergänzte sie zu diesem Werk, „daß der Sohn nicht angenommen wurde von den Menschen. Sie ist eine alte einsame und dunkel nachsinnende Frau“.

## Mediale Verarbeitung
In einem Liedtext des belgischen Liedermachers Willem Vermandere, der sich auf den deutschen Soldatenfriedhof Vladslo bezieht, wird Peter Kollwitz erwähnt.
In dem DEFA-Spielfilm Käthe Kollwitz – Bilder eines Lebens aus dem Jahr 1987 wird Peter Kollwitz durch den Schauspieler Matthias Freihof verkörpert.
In der deutsch-französisch-kanadischen TV-Dokumentation 14 – Tagebücher des Ersten Weltkriegs aus dem Jahr 2014 wird der Weg von Peter Kollwitz zur Front beschrieben, nacherzählt durch Tagebuchaufzeichnungen seiner Mutter Käthe. In Spielszenen werden er, seine Mutter und sein Vater von Schauspielern dargestellt.

## Videos
- Peter Kollwitz zieht in den Krieg (2.06 Min.), ZDF
- Erich Krems. (6:00 Min.), Deutsche Welle
- Vladslo. (4:04 Min.), YouTube